# Marcella (helgon)
Marcella, född cirka 325 i Rom, död där 410, var en romersk änka och martyr. Hon vördas som helgon inom Romersk-katolska kyrkan.
Marcella härstammade från en romersk adelsfamilj. Hennes palats på Aventinen kom att bli ett centrum för de kristna i Rom. Där samlades flera kristna romerska adelsdamer: Sofronia, Asella, Principia, Marcellina och Lea. Efter Marcellas makes förtida död ägnade hon sig helt åt välgörenhet, bön och späkning. Vid den gotiska invasionen år 410 blev hon misshandlad och avled av sina skador.
Hieronymus skrev flera brev till Marcella. Hans brev till Principia utgör en biografi över Marcella.